# Elvis Gregory
Elvis Gregory Gil (* 18. května 1971) je bývalý kubánský sportovní šermíř, který se specializoval na šerm fleretem. Kubu reprezentoval v devadesátých letech. Na olympijských hrách startoval v roce 1992, 1996 a 2000 v soutěži jednotlivců a družstev. V soutěži jednotlivců získal na olympijských hrách 1992 bronzovou olympijskou medaili. V roce 1998 obsadil druhé a v roce 1995 třetí místo na mistrovství světa v soutěži jednotlivců. S kubánským družstvem fleretistů vybojoval na olympijských hrách 1992 stříbrnou a na olympijských hrách 1996 bronzovou olympijskou medaili. V roce 1991 a 1995 vybojoval s družstvem fleretistů titul mistrů světa.